# Governatorati dell'Arabia Saudita
I Governatorati dell'Arabia Saudita sono il secondo livello di amministrazione locale dello Stato asiatico dell'Arabia Saudita, dopo le province. 
Ognuna delle 13 province (manātiq) è suddivisa in governatorati (in lingua araba محافظات, muhafazat), i quali a loro volta sono suddivisi in sotto-governatorati (marakiz).